# Генерал-Гешево
Генерал-Гешево (болг. Генерал Гешево) — село в Болгарии. Находится в Кырджалийской области, входит в общину Джебел. Население составляет 215 человек.

## Политическая ситуация
В местном кметстве Генерал-Гешево, в состав которого входит Генерал-Гешево, должность кмета (старосты) исполняет Юсеин Ахмед Шакир (Движение за права и свободы (ДПС)) по результатам выборов.
Кмет (мэр) общины Джебел — Бахри Реджеб Юмер (Движение за права и свободы (ДПС)) по результатам выборов.